# Brasserie de Bellevaux
La Brasserie de Bellevaux est une entreprise artisanale belge située dans le village de Bellevaux faisant partie de la commune de Malmedy en province de Liège dans les Ardennes belges. Elle produit cinq bières spéciales dont quatre appelées « Bellevaux ». Ces bières sont brassées dans d'anciennes cuves en cuivre.

## Histoire
La brasserie est fondée en 2006 par William Schuwer, pharmacien de formation, et Carla Berghuis, géré depuis 2023 par leur fils Tom. 
En 2010, la brasserie embouteille 1000 litres chaque semaines et l'embouteille à la main de façon traditionnelle. Cette micro-brasserie familiale est installée au sein d'une ancienne ferme et permet aux visiteurs de découvrir les différentes étapes de fabrication de la bière à haute fermentation. 
La brasserie propose également des circuits de promenade prenant pour thème quatre de ses bières en plus de visites guidées,,.
En 2022, afin de proposer une alternative sans alcool, la brasserie décide de créer et de commercialiser leur propre sodas. Ce sodas est brassé sur place et ce dans une des cuves de brassage de bière.
La brasserie est considérée par le critique gastronomique Michel Verlinden comme d'une adresse à découvrir à l'été 2023.
En mars 2024, la brasserie sort une nouvelle bière sans alcool, la« Bellevaux Zéro ». 

## Bières
La brasserie propose des bières blonde, blanche, ambrée, brune et noire dont :
- La Bellevaux Black à 9°[10] reconnue pour avoir des influences britanniques[11].
- La Bellevaux Blonde à 7°[10].
- La Bellevaux Zéro (sans alcool)[8].

Chacune des bières ont en commun une composition de 100% de malt combiné à un peu d'avoine. Les bières ne sont pas filtrées et évitent une seconde fermentation après la mise en bouteille. L'eau utilisée est locale. Le choix de la lettre B pour chaque nom de bière est en rapport avec le nom de famille Bellevaux.

## Galeries

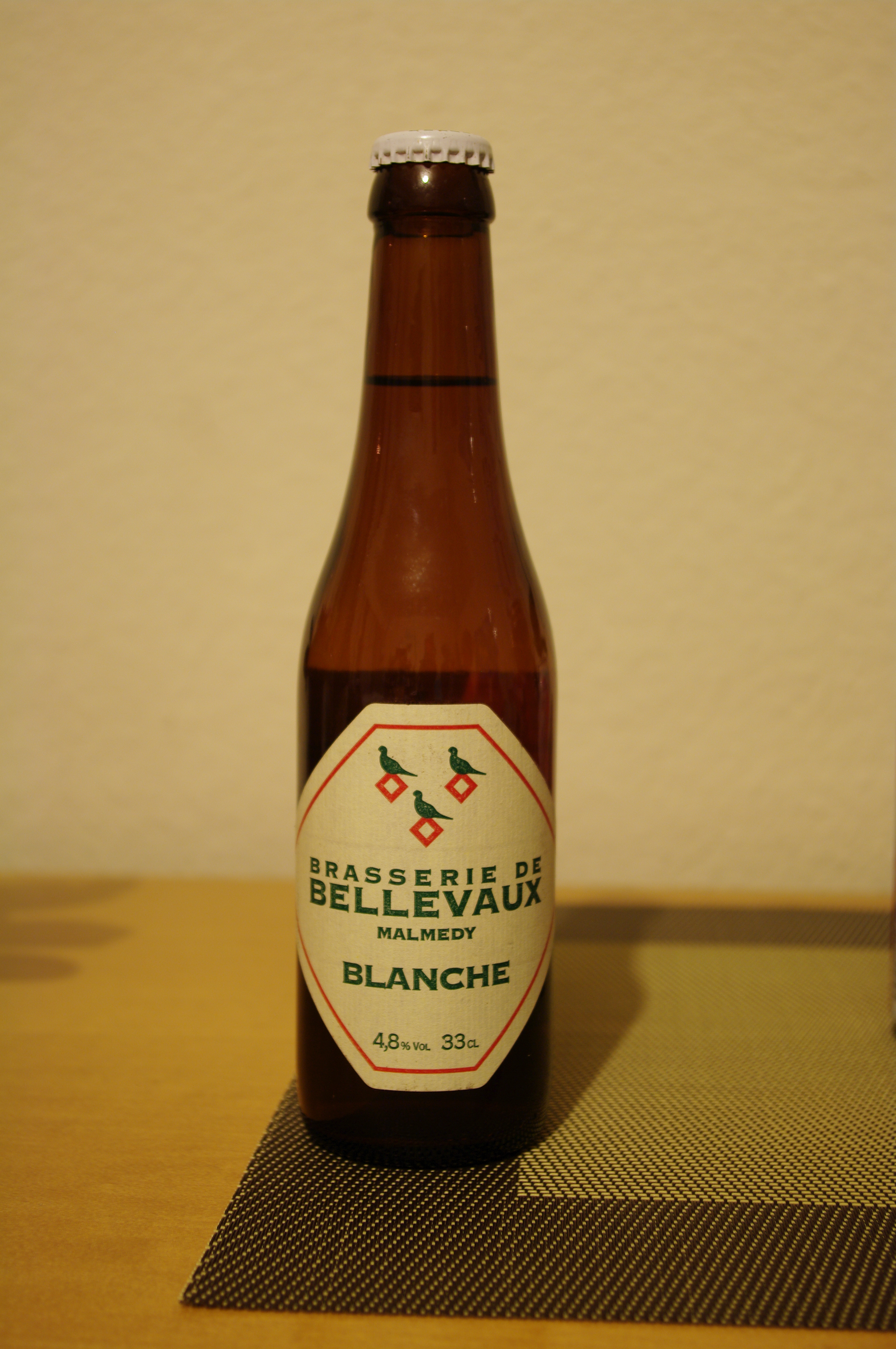
Bellevaux Blanche
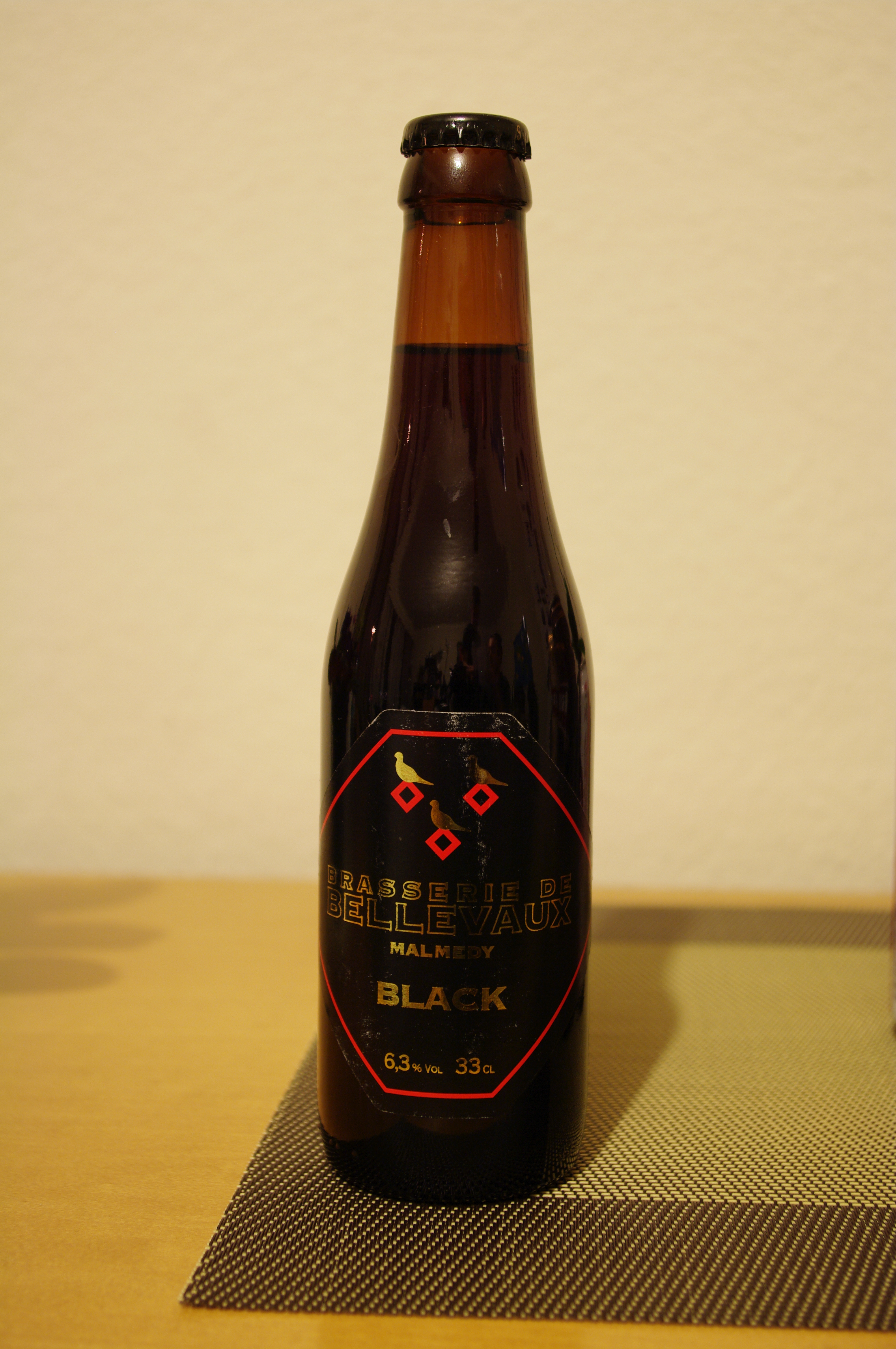
Bellevaux Black
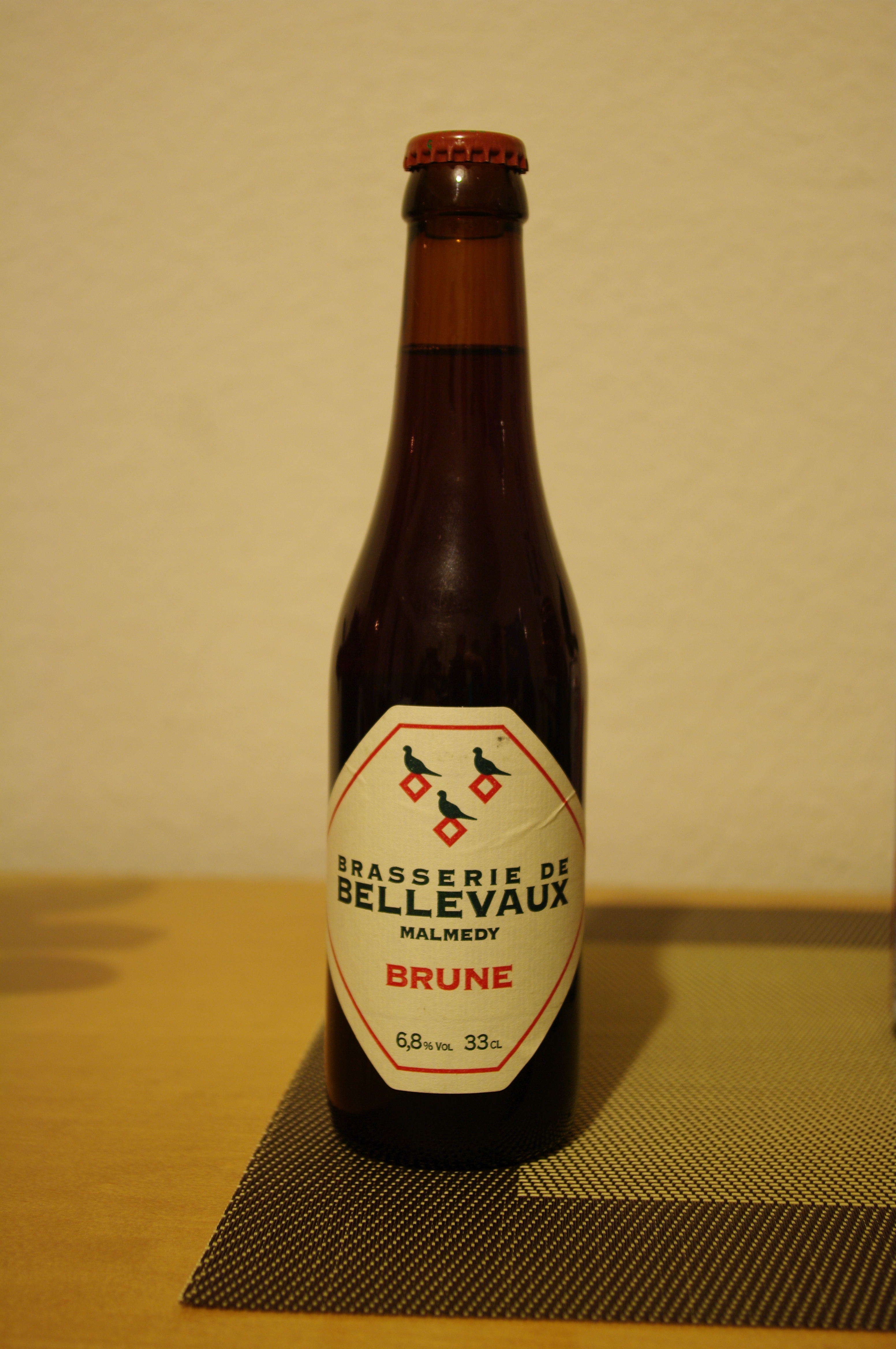
Bellevaux Brune
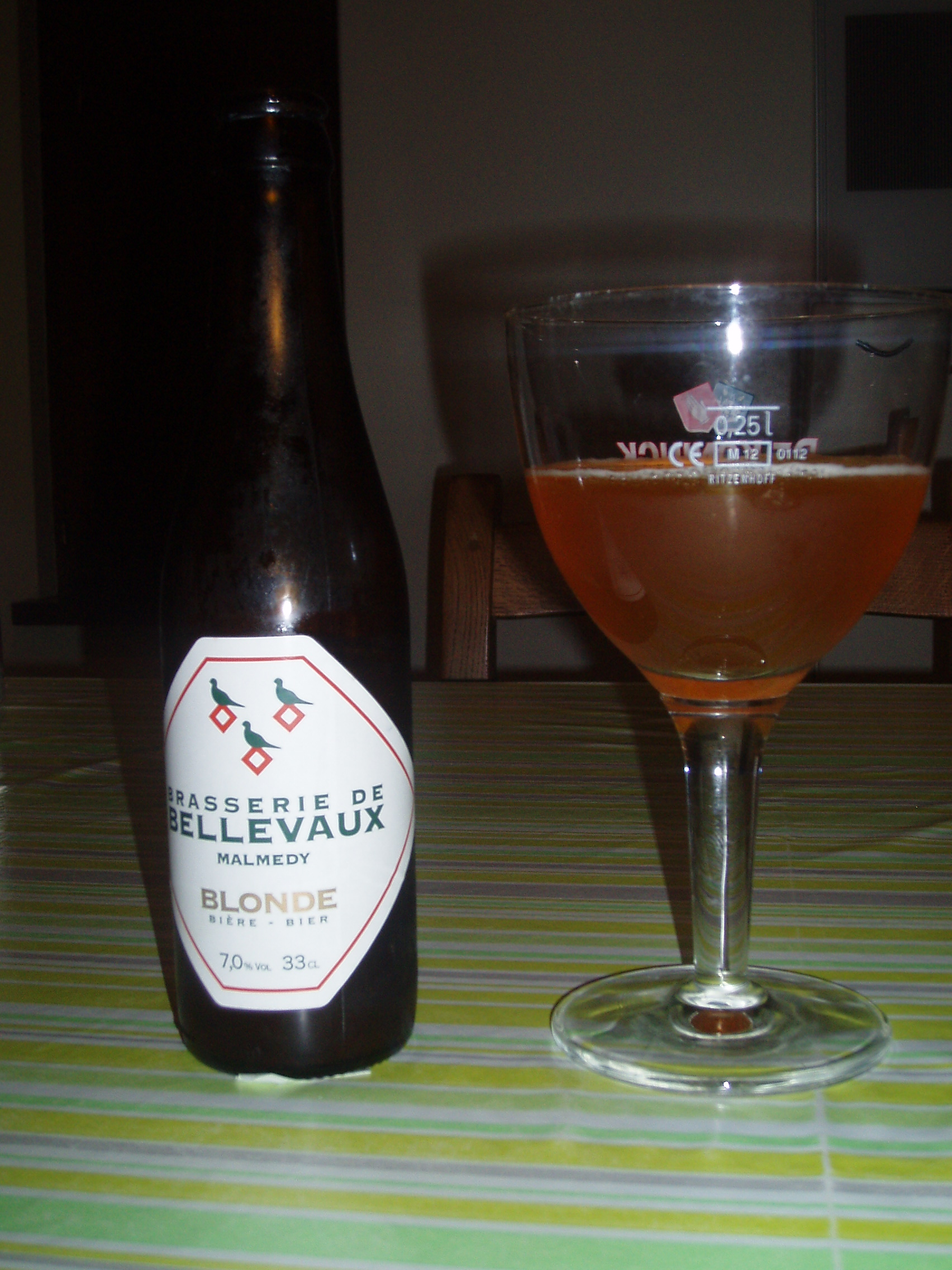
Bellevaux Blnnde